# The Legend of Zelda: Link’s Awakening
The Legend of Zelda: Link’s Awakening – wydana w 1993 roku gra z serii The Legend of Zelda na konsolę Game Boy. Jest to czwarta odsłona z serii i pierwsza na konsolę przenośną.
W 1998 została wydana jej reedycja na konsolę Game Boy Color (gra działa też na starszej konsoli, ale bez nowych funkcjonalności), pod nazwą The Legend of Zelda: Link’s Awakening DX. W reedycji dodano kolory, nowe lochy oraz obsługę drukarki Game Boy Printer. W 2011 wydano ją na konsolę Nintendo 3DS, była ona również dostępna przez Virtual Console.
20 września 2019 roku wydano remake gry na konsolę Nintendo Switch o tej samej nazwie.

## Fabuła
Gra rozpoczyna się na południowym brzegu Wyspy Koholint, gdzie główny bohater – Link zostaje znaleziony przez jej mieszkankę. Chłopiec nie pamięta jak znalazł się na wyspie. Aby się z niej wydostać, gracz musi zdobyć 8 instrumentów ukrytych w lochach i przebudzić potwora zwanego Windfish specjalną balladą.

## Ocena
W serwisie internetowym IGN gra (wersja DX) zyskała 9,5 punktów, zaś w serwisie GameRankings tytuł uzyskał 89,82%.